# Haltepunkt Haan
Haan ist neben Haan-Gruiten einer der beiden Schienenverkehrshalte der bergischen Stadt Haan. Er ist ein Haltepunkt an der Bahnstrecke Gruiten–Köln-Deutz.

## Lage und Aufbau
Der Haltepunkt Haan befindet sich im westlichen Teil der Stadt Haan südlich der Bundesstraße 228. Das Empfangsgebäude befindet sich an der Eisenbahnstraße, so wie auch ein Park-and-Ride-Parkplatz. Eine Bushaltestelle befindet sich an der Bundesstraße 228.
Der Haltepunkt verfügt über zwei Seitenbahnsteige, die über eine Treppe miteinander verbunden sind. Die Bahnsteige sind teilweise überdacht, ein Fahrkartenautomat der Deutschen Bahn befindet sich auf Höhe der Fußgängerbrücke. Beide Gleise sind barrierefrei erreichbar, wobei der Zugang zu Gleis 1 mit Zügen Richtung Wuppertal über die Eisenbahnstraße, zu Gleis 2 mit Zügen Richtung Köln über die Straße Zur Pumpstation erfolgt. Jedoch sind die Bahnsteige nur 38 Zentimeter hoch, sodass bei den derzeit auf der Linie RB 48 eingesetzten Zügen des Typs Bombardier Talent 2 der Zustieg über deren ausfahrbare Trittstufe erfolgt. Eine Erhöhung der Bahnsteige und eine direkte Anbindung an die Bahnhofstraße zur Verkürzung der Umsteigewege soll im Rahmen der von Bund und Land mitfinanzierten Modernisierungsoffensive 3 (MOF 3) erfolgen. Eine Planung des Verkehrsverbunds Rhein-Ruhr aus 2016 sah vor, die Bahnsteige der Station bis spätestens 2023 auf 76 Zentimeter zu erhöhen, sie mit Aufzügen nachzurüsten und die Ausstattung zu modernisieren. Der Umbau soll nunmehr ab 2026 erfolgen.

## Geschichte

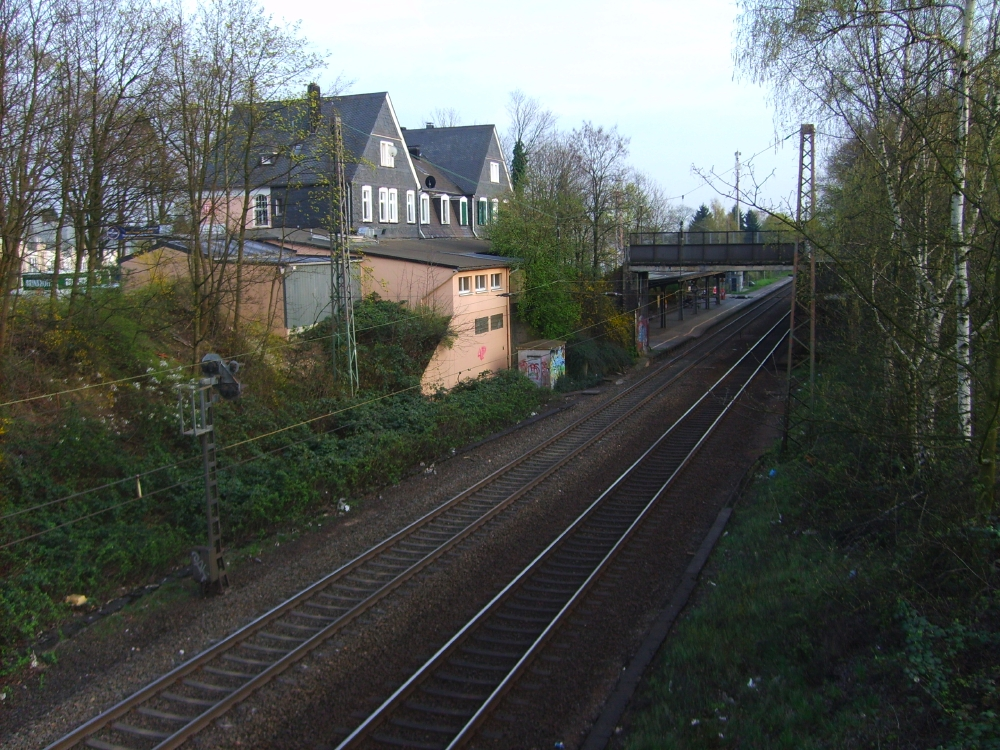
Blick auf den Bahnhof vor den Umbaumaßnahmen im Jahr 2007

Die Bahnstrecke Gruiten–Köln-Deutz wurde im Jahr 1868 von der Bergisch-Märkischen Eisenbahngesellschaft fertiggestellt. Sie führte zwischen Gruiten und Ohligs auch durch Haan, jedoch zunächst noch ohne eigenen Bahnhof. Erst am 1. Oktober 1885 wurde an der heutigen Stelle in Haan der Bahnhof mit der Bezeichnung Haan-Ort in Betrieb genommen, da der Bahnhof Gruiten zuvor noch den Namen Haan trug. 1906 wurde der Haaner Bahnhof schließlich in Haan umbenannt.
Das Bahnhofsempfangsgebäude wurde nachträglich im Jahr 1899 fertiggestellt. Bei dem Gebäude handelt es sich um einen ein- bis zweigeschossigen Putzbau mit Natursteinsockel, mit seiner Schieferverkleidung zeigt es Anklänge an den Neubergischen Stil. Es stellt eine Nachbildung eines Bahnhofs in Massachusetts dar.  Das Bauwerk wurde am 26. Mai 1993 in die Denkmalliste der Stadt Haan eingetragen. Im Empfangsgebäude wird eine Gaststätte betrieben.
Im Jahr 1896 wurde nördlich ein Güterbahnhof eingerichtet, wofür auch ein eigenes Stellwerk in Betrieb genommen wurde. In den 1980er Jahren wurde der Güterbahnhof stillgelegt. Heute befindet sich dort das Gelände eines Baumarkts an der Böttingerstraße. Im Jahr 2007 wurde das Bahnhofsumfeld neu gestaltet, wobei Fahrradabstellanlagen und weitere P&R-Plätze geschaffen wurden.

## Bedienung
Der Haaner Bahnhof wird durch folgende Nahverkehrszüge bedient:
| Linie | Verlauf | Takt                                                                                     |
| ----- | --- | ---------------------------------------------------------------------------------------- |
| RB 48 | Rhein-Wupper-Bahn: Wuppertal-Oberbarmen – Wuppertal-Barmen – Wuppertal Hbf – Wuppertal-Vohwinkel – Haan-Gruiten – Haan – Solingen Hbf – Leichlingen – Opladen – Leverkusen-Manfort – Köln-Mülheim – Köln Messe/Deutz – Köln Hbf – Köln West – Köln Süd – Hürth-Kalscheuren – Brühl – Sechtem – Roisdorf – Bonn Hbf – Bonn UN Campus – Bonn-Bad Godesberg – Bonn-Mehlem Stand: Fahrplanwechsel Dezember 2021 | 30 min (W-Oberbarmen–Köln) 30 (HVZ)/60 min (Köln–Bonn Hbf) 60 min (Bonn Hbf–Bonn-Mehlem) |

Der Bahnhof ist über die Bushaltestellen Haan Bf und Böttingerstraße erreichbar:
| Linie | Verlauf |
| ----- | --- |
| SB 50 | D-Pempelfort, Rheinterrasse – Tonhalle/Ehrenhof 1 – Heinrich-Heine-Allee2 – Benrather Straße – Steinstraße/Königsallee – Berliner Allee – Bilk, Uni-Kliniken – Werstener Dorfstraße 3 – Haan, Kellertor4 – Böttinger Straße (Haan Bf ) – Haan, Markt – Haan, Nachbarsberg5 HVZ alle 20 min, Mo–Sa alle 30 min, So alle 60 min, abends alle 60 min und zusätzliche Fahrten zwischen 1 und 2; Abschnitt 3–4 über die A 46; weitere Haltestellen nur zwischen 4 und 5 |
| 784   | D-Benrath – Benrath, Betriebshof – Hilden-West, Horster Allee – Hilden – Hilden-Mitte, Fritz Gressard-Platz – Am Rathaus – Gabelung – Hilden, Krankenhaus – Hilden, Waldschenke – Haan, Am Schlagbaum – Haan Bf – Haan Markt – Nordstraße – Rheinische Straße – Gräfrather Straße – Wuppertal, Siedlung Bremkamp – Vohwinkel, Schwebebahn – W-Vohwinkel Bf |
| 786   | Erkrath-Hochdahl, Schulzentrum – Hochdahler Markt – Hochdahl, Schulzentrum – Jägerhaus – Haan, Kellertor – Hochdahler Straße – Am Schlagbaum – Haan Bf – Haan, Markt – Bettina-von-Arnim-Straße |
| 792   | Haan, Robert-Koch-Straße – Haan Markt – Haan, Böttinger Straße – Haan Bf – Haan, Hülsberger Busch – Solingen Vogelpark – Solingen Hbf |
| O 1   | Haan-Gruiten, Sinterstraße – Haan-Gruiten – Haan Markt – Haan, Böttinger Straße – Haan Bf – Haan, Hülsberger Busch Ortsbus-Linie in Haan |
| DL 5  | Haan, Rheinische Straße – Haan Markt – Haan Bf – Hilden, Gabelung – Hilden Süd |